# Best Of (албум RBD)
Best Of (у САД објављен као Greatest Hits, а у Бразилу као Hits Em Português) је други албум-компилација мексичке групе RBD. Стандардно издање обухвата ЦД и DVD, међутим у Бразилу је ЦД објављен засебно од DVD-ја. Албум садржи званично објављене синглове са 5 претходних студијских албума: Rebelde, Nuestro Amor, Celestial, Rebels, Empezar Desde Cero и једну песма са албума Live In Hollywood. Пошто на албуму нема ниједне нове песме, није објављен ниједан сингл.

## 
ЦД
1. - 03:32
2. - 03:37
3. - 03:24
4. - 03:34
5. (Studio Version) - 03:47
6. - 03:34
7. - 03:33
8. - 03:30
9. - 03:11
10. - 04:38
11. - 03:33
12. - 03:27
13. - 03:33
14. - 04:14
15. - 03:14

DVD
1. (Live)

1. - 03:45
2. 03:33
3. 03:27
4. 03:33
5. - 03:34
6. - 03:27
7. - 03:47
8. - 03:41
9. - 03:34
10. - 03:41
11. - 03:17
12. 03:08
13. - 03:21
14. - 03:21
15. - 03:34

ЦД
1. - 03:32
2. - 03:37
3. - 03:34
4. - 03:34
5. - 03:33
6. - 03:30
7. - 04:38
8. - 03:33
9. - 03:27
10. - 04:14
11. - 03:14
12. - 03:09
13. - 03:14

DVD